# 願い星
「願い星」（ねがいぼし）は、リュ・シウォンの12枚目のシングルである。2011年9月7日発売。

## 概要
- エイベックス移籍第2弾シングル。
- 初回限定盤にはDVDが付属しており、リュ・シウォン自身のインタビューも収録されている。

## 収録曲
1. 願い星
  - 作詞：井筒日美／作曲・編曲：四月朔日義昭
2. GLORY DAYS
3. 願い星（Instrumental）
4. GLORY DAYS（Instrumental）